# Maria Fitzherbert
Maria Anne Fitzherbert (Brighton, 26 juli 1756 – aldaar, 27 maart 1837), was de eerste vrouw van de toekomstige koning George IV van het Verenigd Koninkrijk, met wie hij officieel getrouwd was en een lange tijd van zijn volwassen leven optrok. George trouwde met Maria hoewel dat volgens de Britse wet niet kon.
Maria Anne was het oudste kind van Walter Smythe van Brambridge, Hampshire, en van Mary Ann Errington. Haar grootouders aan vaderskant waren John Smythe, derde Baronet van Smythe en Constantia Blount. Haar grootouders aan moederskant waren John Errington van Beaufront, Northumberland en Maria Levery. Maria werd tijdens haar derde huwelijk de moeder van Karel Willem (Charles William) Molyneux, eerste graaf van Sefton. Maria Anne werd opgevoed in Parijs.

## Huwelijken

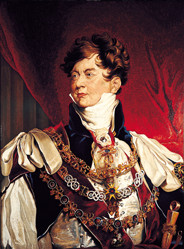
Maria's derde echtgenoot, de toekomstige koning George IV

In juli 1775 trouwde Maria Anne met Edward Weld, een zestien jaar oudere, katholieke landeigenaar van Lulworth Castle. Maria Anne werd al drie maanden daarna weduwe, toen Edward Weld van zijn paard viel.
Drie jaar later hertrouwde Maria Anne met de tien jaar oudere Thomas Fitzherbert van Swynnerton, Staffordshire. Uit het huwelijk werd een zoon geboren die op jonge leeftijd stierf. Ze werd op 7 mei 1781 voor de tweede keer weduwe. Maar dit huwelijk leverde haar een residentie op in Mayfair, Londen en een inkomen van 2500 pond.
De jonge weduwe trad snel toe tot de hogere kringen van Londen. In de lente van 1784 werd Maria geïntroduceerd bij een jonge bewonderaar: George, Prins van Wales. Ze werd een van de meest bekende koninklijke maîtresses van de toekomstige George IV van het Verenigd Koninkrijk, en trouwde met hem op 15 december 1785 in Red Rice House, Red Rice te Andover in Hampshire.
Het huwelijk tussen George en Maria Anne was niet geldig vanwege de Royal Marriages Act van 1772, en het was niet goedgekeurd door koning George III van het Verenigd Koninkrijk en door de Privy Council. Hadden deze wel toestemming gegeven voor het huwelijk, dan was het waarschijnlijk alsnog door het parlement van tafel geveegd, omdat Maria Fitzherbert rooms-katholiek was.

## Relatie met George, de prins van Wales
Maria en de prins van Wales bleven elkaar ontmoeten, zelfs na het huwelijk van de prins met de Duitse prinses Caroline van Brunswijk. Het huwelijk tussen de prins en Caroline van Brunswijk was slecht. Niet lang na de trouwdag op 8 april 1795 scheidde het echtpaar van tafel en bed, en ging George terug naar Maria. De relatie tussen de Prins en Maria werd officieel beëindigd in 1811, in dat jaar werd George de Prins-Regent. Rond deze tijd had George ook een relatie met courtisane Frances Villiers, hertogin van Jersey.
Toen George stierf op 26 juni 1830, werd ontdekt dat hij alle brieven die hij en Maria hadden geschreven had bewaard. De nieuwe koning, Georges jongere broer, Willem IV, wilde Maria tot hertogin verheffen. Dit omdat Willem spijt had van alle moeilijkheden die zijn broer had veroorzaakt bij Maria. Zij sloeg het aanbod echter af.
Maria Anne Fitzherbert stierf op 27 maart 1837 in Brighton, Zuid-Engeland. Ze ligt begraven in de St John the Baptist's Church te Brighton.